# Medan Kuala Namu Airport
Medan Kuala Namu Airport (engelska: Kuala Namu International Airport, indonesiska: Bandar Udara Internasional Kuala Namu) är en flygplats i Indonesien.   Den ligger i provinsen Sumatera Utara, i den västra delen av landet, 1 400 km nordväst om huvudstaden Jakarta. Medan Kuala Namu Airport ligger 8 meter över havet.
Terrängen runt Medan Kuala Namu Airport är mycket platt, och sluttar norrut. Runt Medan Kuala Namu Airport är det mycket tätbefolkat, med 1 517 invånare per kvadratkilometer. Närmaste större samhälle är Percut, 1,9 km sydväst om Medan Kuala Namu Airport. Omgivningarna runt Medan Kuala Namu Airport är en mosaik av jordbruksmark och naturlig växtlighet.